# Paradiesvogel (Wappentier)

Nationalemblem von Papua-Neuguinea

Der Paradiesvogel ist in der Heraldik ein Wappentier und eine sehr seltene gemeine Figur. Heraldisch sind keine besonderen Vorgaben bekannt. Das geringe Vorkommen hat noch keine besondere Gestaltung für das Wappentier entwickelt.

## Vorkommen

Siegel des thailändischen Finanzministeriums

### Gegenwart
Der Vogel kommt im Wappen und der Nationalflagge von Papua-Neuguinea sowie im Stadtwappen und auf der Stadtfahne von Smolensk vor. Im Letzteren sitzt der goldene Vogel auf einer Kanone. Das Finanzministerium des Königreichs Thailand verwendet einen mythologischen Paradiesvogel (paksa wayuphak) als Siegel.

### Vergangenheit
Auf Münzen Papua-Neuguineas aus der deutschen Kolonisationszeit war er ebenfalls abgebildet. Das Wappen der Kolonie zur Zeit des Deutschen Kaiserreiches zeigte den Paradiesvogel im Schild unter dem schwarzen Reichsadler. 